# Aloe yuccifolia
Aloe yuccifolia é uma espécie de liliopsida do gênero Aloe, pertencente à família Asphodelaceae.